# Oligonychus indicus
Oligonychus indicus är en spindeldjursart som först beskrevs av Hirst 1923.  Oligonychus indicus ingår i släktet Oligonychus och familjen Tetranychidae. Inga underarter finns listade i Catalogue of Life.